# Herkus Monte
Herkus Monte (ou Hercus, en lituanien Herkus Mantas, en latin Henricus Montemin ; né entre 1225 et 1230 et mort en 1273) est un chef natangien du Soulèvement prussien contre l'ordre monastique des chevaliers Teutoniques et les croisés du Nord. 
Le soulèvement a débuté en septembre 1260, inspiré par la défaite des chevaliers lors de la bataille de Durbe, et a duré pendant quatorze ans.

## Histoire

### Les Prussiens
Les Prussiens étaient un peuple balte établi en Europe dans les forêts sur la côte de la mer Baltique. Ces derniers avaient un gouvernement tribal sans véritable unité politique mais chaque tribus étaient reliées entre elles par un commerce de fourrures, gibier et autres produits. Ces tribus étaient dans un état qu'on pourrait considérer comme « pré-féodal », en effet les différents nobles se réunissaient régulièrement dans un Conseil pour décider de l'organisation des différents peuples prussiens.
Les Prussiens pratiquaient un paganisme balte dit « romuvien » (en référence à leur lieu saint, le bosquet sacré «Romuva») très semblable aux paganismes germaniques ou slaves (par exemple le dieu balte du tonnerre Perkunas est très semblable aux autres dieux du tonnerres Thor et Péroun). Les rites des romuviens étaient très différents des valeurs morales de la chrétienté occidentale, ce qui mènera plus tard aux Croisades baltes.
Herkus Monte était le fils d'un noble natangien, une tribu particulièrement militarisée établie dans la forêt sur la côte sud-est de la Baltique, au niveau de l'actuelle ville russe de Kaliningrad. Les Natangiens, par leur grande force militaire, seront des acteurs majeurs de la résistance face à l'ordre Teutonique. En effet ceux-ci pouvaient lever une armée de plus de deux mille cavaliers et plusieurs milliers de fantassins.

### Les croisades baltes
Pendant des décennies le roi de Pologne tentait de convertir les Prussiens à la foi catholique par la force, sans grand succès. L'hostilité grandissante des Prussiens envers les missionnaires, força ces derniers à être accompagnés de gardes. Au XIIIe siècle ces gardes devinrent même des soldats croisés. Ces échecs répétés de conversion de la part des Polonais les obligea à passer sur une posture défensive face aux Prussiens qui se mirent à effectuer des raids et des pillages sur le royaume de Pologne.
C'est ainsi que le duc de Mazovie appela l'ordre monastique des chevaliers Teutoniques en renfort contre les païens.
Jusqu'en 1238, les Natangiens vivaient paisiblement en raison de leur éloignement vis à vis des provinces où les combats entre croisés et païens faisaient rage. Néanmoins, la force des Chevaliers pousse les tribus prussiennes à se rendre une par une et l'avancée des croisés se poursuit vers la Natangie.
Les Teutons s'établissent à Balga, aux abords de la lagune de la Vistule et donc sur le territoire natangien. Les Natangiens ont été, par le passé, confrontés aux Vikings, ils savaient ainsi comment repousser des ennemis venus piller leurs terres , mais ils ne savaient pas comment gérer des ennemis venus pour vaincre. Les Teutons construisaient des forts, tandis que les Prussiens ne pratiquaient pas ou peu la guerre de siège, de plus, les chevaliers de l'Ordre utilisaient des armes différentes, pouvant tuer à très longue distance, ils avaient de meilleures armures en acier, de puissants chevaux spécialement équipés pour le champ de bataille et ils pratiquaient des formations de combat inconnues des Prussiens.
En l'an 1240, l'armée allemande menée par le duc Othon de Brunswick et les moines guerriers teutoniques capturent les forts natangiens et forcent la population au baptême. Le duc Othon ramène avec lui en Germanie des otages prussiens nobles parmi lesquels se trouve Herkus Monte.

### Jeunesse en Germanie
Les croisés prenaient des enfants de nobles en otage afin de leur conférer une éducation chrétienne et qu'ils puissent enseigner l'Évangile et la vie occidentale «civilisée» à leurs proches et vassaux lors de leur retour en Prusse. 
Herkus aurait vécu environ dix ans dans la ville de Magdebourg et aurait étudié au monastère de Saint-Jean-Baptiste. C'était un jeune homme avec une grande soif de connaissance : au terme de son éducation au monastère il parlait allemand et latin couramment mais il n'a pas assimilé la vie occidentale ou du moins, s'il l'a fait, il l'a rejetée.
Du fait de ses compétences martiales, les moines de l'Ordre ont vu en lui un moyen de continuer les conquêtes baltiques. Herkus a donc suivi une formation de chevalier teutonique et il était très compétent dans ce domaine, cependant Herkus Monte ne put oublier les souffrances qu'ont subies ses congénères, de plus qu'il a vu ces événements de ses propres yeux.
Vers l'âge de vingt ans, Herkus retourna en Prusse, désormais sous contrôle teutonique, mais en tant que chevalier de l'Ordre.
Les Teutons, craignant que les Prussiens ne se convertissent et empêchent ainsi la formation d'un État teutonique, ont invité les chefs et nobles prussiens à la table des négociations. Une fois les Prussiens sur place, les Teutons les ont tous assassinés et ont incendié le lieu.
Apprenant cela, Herkus rejeta la robe de l'Ordre et devint le leader des Prussiens face à l'oppression teutonique.

### Révolte prussienne
Un an après la prise d'otage, le peuple prussien organise une première révolte, car l'Ordre a tenté d'instaurer le même système monétaire qu'en Germanie. Les Prussiens ont rejeté ce système et se sont révoltés contre les chrétiens et leur Dieu.
Cette insurrection a duré environ dix ans et s'est soldée par la défaite de la plupart des tribus prussiennes en 1249 mais les Natangiens ont toujours résisté.
Après avoir encerclé une grande armée teutonique, les Prussiens ont accepté de se rendre sous conditions. Ce changement d'attitude soudain n'était qu'une ruse, en effet, les Natangiens rompirent leur parole et massacrèrent environ cinquante chevaliers et leur centaine d'hommes.
Cet événement a confirmé le préjugé des Occidentaux qui décrivait ces païens comme des barbares inadaptés à la vie civilisée.
Entre 1251 et 1252 les Teutons ont levé une grande armée et ont écrasé les Natangiens.
Herkus aurait probablement participé aux guerres en Sambie aux côtés des Prussiens entre 1252 et 1255, ce qui lui vaudra une formidable réputation militaire en 1260. C'était un commandant très doué du fait de son expérience aux côtés de l'Ordre Teutonique.
Les Allemands ont tout fait pour intégrer les nobles prussiens dans le système féodal, certains s'y sont accommodés mais pas Herkus Monte. Ce dernier souhaitait un retour au paganisme ancestral et à la gloire militaire.
En 1260, les Samogitiens (tribu de peuples lituaniens) résistaient face aux Ordres Livonien et Teutonique réunis durant la bataille de Durbe. La victoire samogitienne face aux croisés amena plusieurs tribus livoniennes (notamment les couroniens) contre les Ordres affaiblis.

### Le Grand Soulèvement Prussien

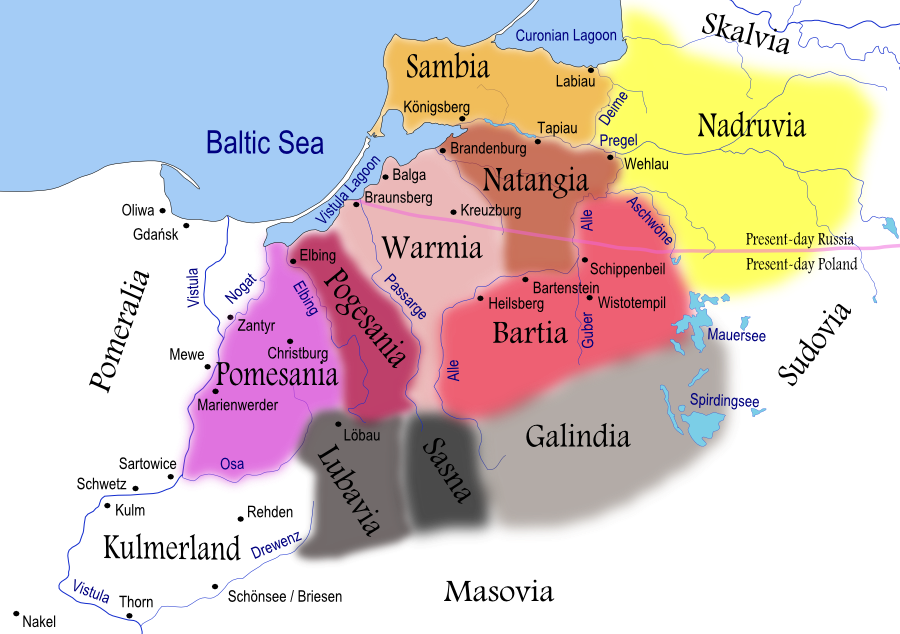
Clans Prussiens au XIIIe siècle

À la suite de cette bataille, les Prussiens, avec Herkus à leur tête, organisent une conspiration contre le gouvernement teutonique, afin de coordonner une attaque de toutes les tribus simultanément.
En septembre 1260, le complot mûri en une révolte réussie et coordonnée en Sambie, Natangie, Varmie et au niveau de l'actuelle ville polonaise de Bartoszyce : c'est le début du Grand Soulèvement Prussien.
Pour participer à l'insurrection, chaque tribu élit un chef : les Natangiens élisent Herkus, les Sambiens élisent Glande, les Bartiens, Diwanus et les Pogesaniens, Auktume ; il n'y avait néanmoins pas de commandant pour coordonner les attaques.
Au commencement de la révolte, les rebelles massacrent les prêtres catholiques, les Allemands ainsi que les Prussiens fidèles à l'Ordre.
Chaque tribu assiège les châteaux construits en Prusse par les Teutons : Herkus dirige l'attaque du château de Kreuzberg, il érige sur place trois forts pour empêcher le ravitaillement des Chevaliers dans la forteresse. C'est un siège long et fatigant pour les deux camps, mais la situation change en 1261, lorsque des renforts teutoniques arrivent pour aider les soldats de Kreuzberg. Herkus sait comment gérer les manœuvres de l'Ordre, il savait que les Teutons allaient se séparer en deux armées dont une gardant leur camp. Ainsi, Herkus attaque par surprise cette dernière et c'est une victoire totale.
En 1262, le manque de vivres au château de Kreuzberg se fait ressentir, les Teutons en étaient amenés à manger le bétail et les peaux de chevaux, les maladies commencent à apparaître. En l'an 1263, les Chevaliers sont forcés de fuir le château, mais Herkus Monte les pousse au combat et les tue tous.
Le château est détruit par les troupes natangiennes, mais ces derniers ne l'investissent pas : ils se précipitent à Königsberg afin d'aider les Sambiens en difficulté.
Durant la bataille, Herkus aurait chargé vers un chevalier en hurlant «Aujourd'hui je vous enverrai dans l'Au-Delà !» et l'aurait transpercé de sa lance. Voyant cela, un autre soldat blesse Herkus de sa petite lance. Affaibli, le chef prussien retire son armée, mais pas pour très longtemps car il mène de nouveau un assaut contre Königsberg, capture la ville et la détruit.
En 1263, il conduit l'armée natangienne vers la région de Kulm pour obliger les Teutons à garder ds hommes en garnison et affaiblir les troupes proches de la Natangie.
Avec ses hommes, Herkus envahit les terres de Kulm, pille et brûle les bâtiments.
En réponse à cet affront, le Hochmeister (grand maître de l'ordre Teutonique) réunit toute son armée, suit les Prussiens jusque Lubów et engage la bataille.
Les Prussiens résistent au début, mais finissent par fuir. 
A la poursuite des Prussiens, l'armée chrétienne se disperse. Voyant cela, Herkus réorganise ses hommes et reprend le combat : les natangiens tuent le Hochmeister, le maréchal, quarante chevaliers et tous les fantassins.
Cette défaite est considérée comme pire qu'à Durbe pour les croisés car bien que le nombre de morts ne soit pas si élevé, ce sont des Chevaliers d'exception et le dirigeant de l'État monastique teutonique qui ont succombé, sapant ainsi le moral des troupes en Prusse.
À partir de cette bataille, les raids païens sur Kulm se font de plus en plus fréquents, Herkus n'y était probablement pas car il fallait aider les Sambiens entre 1264 et 1265.
En effet, cette tribu succombait petit à petit aux attaques répétées des croisés, néanmoins il était difficile de les soutenir car le fleuve Pregolia, était défendu par  les châteaux de Königsberg,  Tapiau et Wehlau. Ainsi le fleuve n'était traversable de façon sécurisée qu'en hiver et, donc, les Sambiens ont dû se battre seuls du printemps à l'automne  1264, mais Herkus a pu revenir défendre la Natangie en 1265 jusqu'en 1266.
En l'an 1266, les ducs croisés du Brandebourg construisent une nouvelle forteresse au bord de la Baltique et le maréchal teutonique y réuni une grande armée de chevaliers pour faire une descente en campagne à Kreuzberg, laissant ainsi peu d'hommes derrière lui.
C'est à ce moment que les Varmiens en profitent pour attaquer le château, ils submergent les défenseurs et les survivants sont contraints de fuir par la mer. Les Prussiens détruisent les fortifications du château et s'en vont sans l'investir. Le duc Othon de Brandebourg revient au début de l'an 1267 pour reconstruire le fort.
Presque aucune trace de l'activité de Herkus Monte n'est retrouvée de 1267 à 1272, années de raids prussiens mineurs en Pologne et en Brandebourg

### Mort

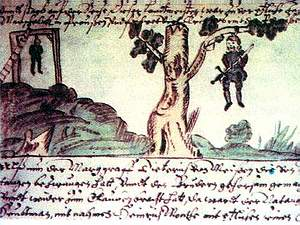
Corps de Herkus Monte pendu, tableau médiéval

En 1272, les Teutons de Natangie forment une grande armée dirigée par le comte Dietrich de Meissen pour attaquer un bastion païen : cent-cinquante Prussiens seront tués et les croisés pilleront et brûleront les lieux pendant trois jours.
Cet événement brisera le moral de résister des Natangiens, mais Herkus et quelques-uns de ses adeptes fuiront dans les bois pour continuer la guerre en exil.
La plupart des tribus prussiennes se rendent et repassent sous domination chrétienne.
En 1273, le commandant de Christburg trouve Herkus seul dans une tente alors que ses compagnons étaient partis chasser.
Herkus Monte sera attaché à un arbre et traversé par une épée, ce qui est un châtiment vraisemblablement spécial étant donné que les autres exécutions de païens se déroulèrent par pendaison ou sur le bûcher.
Ainsi, le chroniqueur allemand chargé de conter les événements écrira : «Et ainsi le guerrier du diable est mort et a reçu ce qu'il méritait.».
Avec le décès du chef balte, la guerre en Natangie était terminée et les survivants prussiens devinrent des serfs en guise de punition pour leur rébellion.

## Héritage
Herkus Monte est devenu une figure mythique pour toutes les générations suivantes de prussiens, lituaniens et lettons, il représente la résistance et le courage face à l'oppression.
Il restera gravée en tant que symbole d'honneur et de liberté à l'ère du servage.
Son image sera d'ailleurs reprise par les mouvements indépendantistes lituaniens sous le régime soviétique.